# Perea

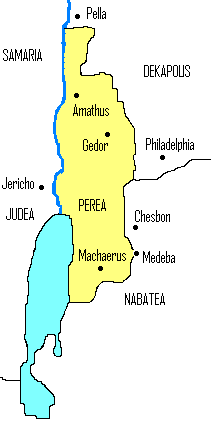
Perea

Perea is de naam die in de Herodiaanse periode (aan het begin van de gangbare jaartelling) gegeven werd aan een deel van het Joodse land.

## Grenzen en algemene typering
De noordgrens liep even ten zuiden van de stad Pella, de oostgrens even ten westen van Gerasa en Philadelphia, de zuidgrens langs het fort Machaerus, de westgrens langs de rivier de Jordaan. De gebieden rond Chesbon en Medeba, die eerder door Alexander Janneüs aan het Joodse land waren toegevoegd, behoorden in later tijd (vermoedelijk vanaf de dood van Herodes de Grote) niet meer bij Perea. In het zuiden en oosten grensde Perea aan het gebied van de Nabateeërs.
Het gebied van Perea bestond voornamelijk uit rotsachtig woestijngebied. Slechts een klein deel ervan was geschikt om olijfbomen, wijngaarden en dadelpalmen te verbouwen. De belangrijkste steden in het gebied waren Amathus en Gedor (ook wel Gadara genoemd).

## Geschiedenis

### Gilead
Het gebied van Perea maakte in vroeger tijd deel uit van Gilead, dat wisselend deel uitmaakte van Syrië en het koninkrijk Israël. Vanaf 733 v.Chr. was het gebied in handen van de Assyriërs, weer later in handen van de Perzen. De veroveringen van Alexander de Grote leidde tot het ontstaan van Griekse steden in en om het gebied. Tot plm. 200 v.Chr. behoorde Perea tot het rijk van de Ptolemaeën, daarna tot dat van de Seleuciden. De inwoners van Perea in deze periode waren voornamelijk van niet-Joodse afkomst.

### Hasmoneeën
Tijdens de Makkabese opstand waren Judas Makkabeüs en zijn broers verschillende malen actief in het gebied, wat nogal eens spanningen opriep tussen de overwegend niet-Joodse bevolking en de Joodse minderheid. Na het ontstaan van de Joodse Hasmonese staat, vergrootte Johannes Hyrkanus de Joodse invloed in het gebied. Toch duurde het nog tot de beginjaren van de regering van Alexander Janneüs dat Gadara en Amathus na een belegering door de Hasmoneeën veroverd werden. In 88 v.Chr. voegde Alexander Janneüs ook de rest van Perea toe aan de Hasmonese staat.

### Herodianen
In 57 v.Chr., niet lang nadat Pompeius Jeruzalem had ingenomen voor de Romeinen, maakte Aulus Gabinius (de legates van Pompeius) Perea tot een van de vijf districten in het Joodse land, met een eigen bestuurscentrum in Amathus. Toen Gabinus' ambtsperiode voorbij was, werd Gedor echter de hoofdstad van Perea. Toen Herodes de Grote in 37 v.Chr. koning werd van het Joodse land, werd ook Perea tot zijn gebied gerekend. Herodes de Grote stelde Pheroras aan als gouverneur over Perea. Keizer Augustus gaf Pheroras op verzoek van Herodes de titel tetrarch, waarmee Perea korte tijd een redelijk zelfstandige tetrarchie binnen het Joodse land werd.
Na de dood van Herodes de Grote werd Perea achtereenvolgens bestuurd door:
- Herodes Antipas (4 v.Chr. - 39 na Chr.), die hier (in het fort Machaerus) Johannes de Doper liet onthoofden.[7]
- Herodes Agrippa I (39-44 na Chr.)

Joden zagen het gebied van Perea in deze periode als deel van het Joodse land. Met name rondom het pesachfeest, wanneer spanningen tussen Joden en Samaritanen oplaaiden, kozen veel Joden uit Galilea ervoor niet via Samaria naar Jeruzalem te reizen, maar via Perea.

### ProvinciaJudea
Na Agrippa's dood werd Perea samen met enkele andere gebieden omgevormd tot de provincia Judea, bestuurd door Romeinse procuratoren. In 54 na Chr. (bij Nero's troonsbestijging) werd het noordelijk deel van Perea toegevoegd aan het rijk van Herodes Agrippa II. Het zuidelijk deel van Perea bleef deel uitmaken van de provincia Judea. De procuratoren die Judea, en daarmee ook Perea bestuurden, waren achtereenvolgens:
- Cuspius Fadus (44-46)
- Tiberius Julius Alexander (46-48)
- Venditius Cumanus (48-52)
- Antonius Felix (52-60)
- Porcius Festus (60-62)
- Lucceius Albinus (62-64)
- Gessius Florus (64-66)

In de Joodse Opstand (66-70 na Chr.) kwam ook Perea tegen de Romeinse overheersing in opstand. Vespasianus' ingrijpen in 68 leidde tot een vluchtelingenstroom vanuit Perea naar Jericho in Judea. Na de Opstand werd het zuidelijk deel van Perea toegevoegd aan Syria. Het noordelijk deel van Perea werd eveneens aan Syria toegevoegd na de dood van Agrippa II.